# قطعنامه ۱۴۲۲ شورای امنیت
قطعنامه ۱۴۲۲ شورای امنیت سازمان ملل متحد که در تاریخ ۱۲ جولای ۲۰۰۲ (۲۱ تیر ۱۳۸۱) تصویب شد، سندی بین‌المللی دربارهٔ حافظ صلح سازمان ملل است. این قطعنامه طی نشست ۴۵۷۲ام با ۱۵ رای موافق، ۰ مخالف و ۰ ممتنع تصویب شد.